# Rulo (peluquería)

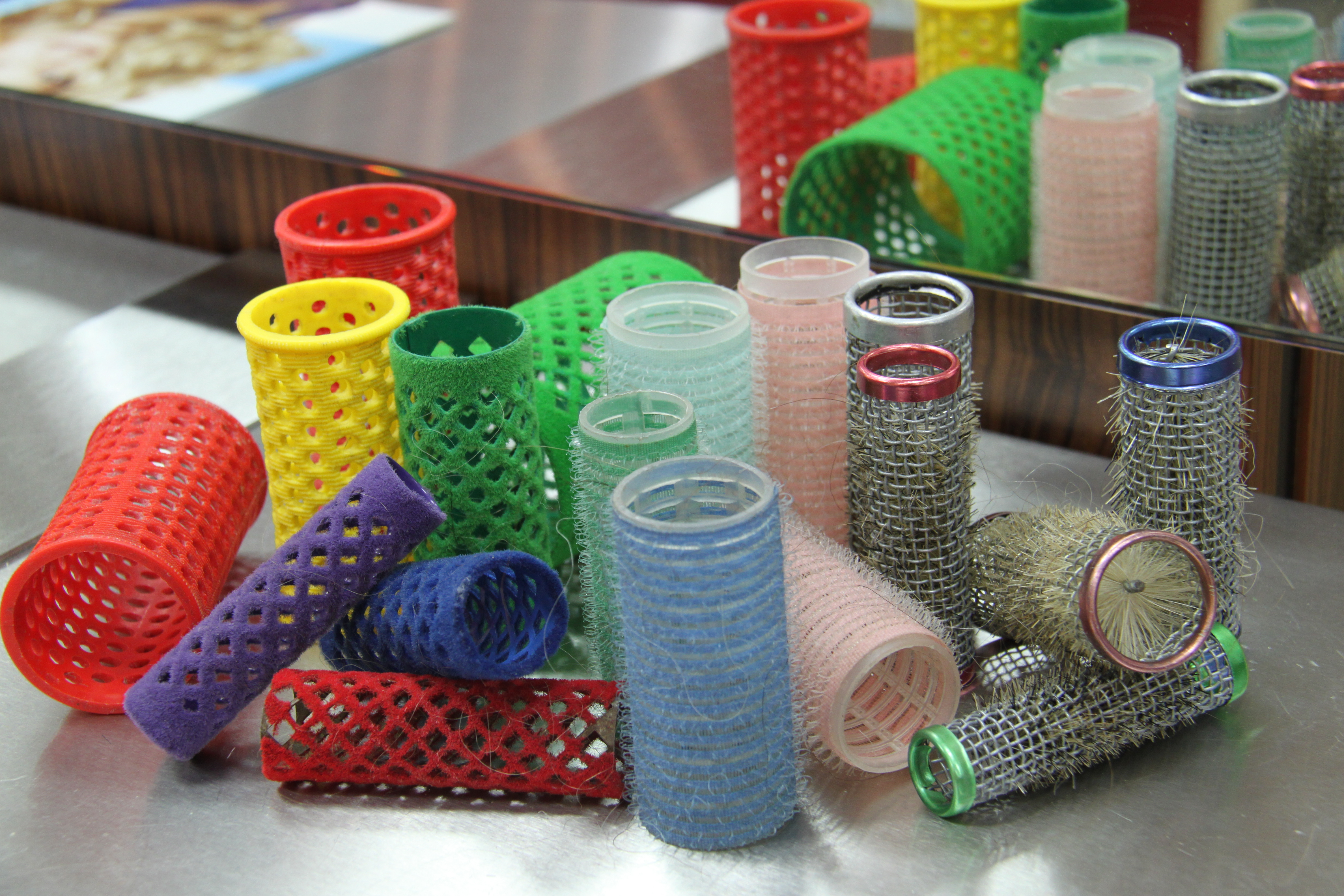
Conjunto de rulos o ruleros

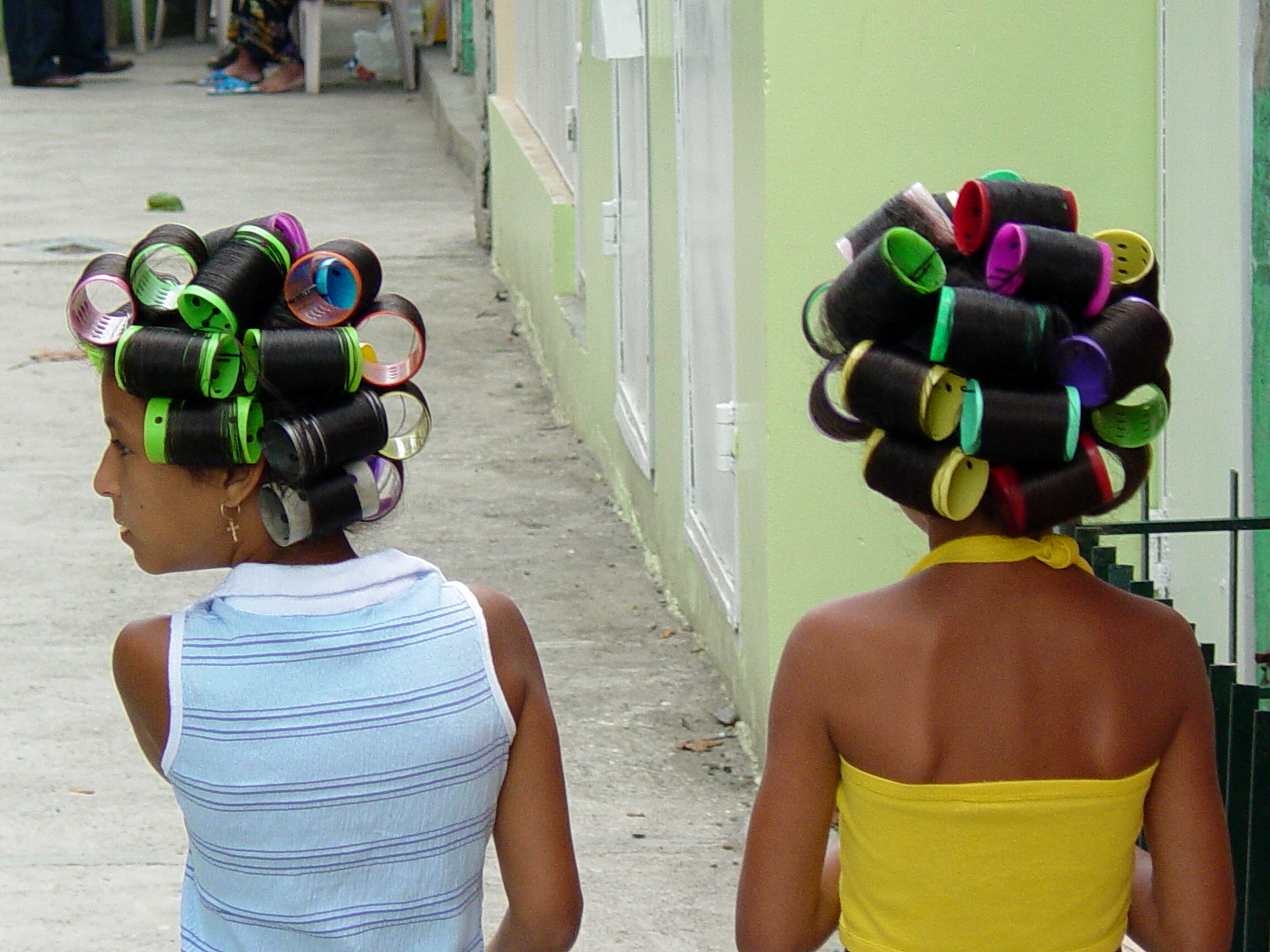
Jóvenes con rulos en República Dominicana

Un rulo o rulero es un instrumento cilíndrico que se utiliza en peluquería para rizar el cabello. 
Los rulos son elementos de plástico en los que se enrolla el cabello para rizarlo. Presentan orificios en toda su superficie a través de los cuales se pueden insertar las pinzas para fijar el cabello. Existen de diferentes tamaños, que se utilizan en función de la longitud de la melena. Como norma general, se recomienda dar al menos dos vueltas en cada rulo.

## Tipos
Se pueden distinguir los siguientes tipos de rulos:
- Rulos convencionales: son los mencionados de plástico con aperturas.
- Rulos calientes: se conectan a la electricidad y se colocan en el cabello cuando alcanzan una temperatura determinada. Se utilizan con el cabello seco y se recomienda mantenerlos puestos de cinco a veinte minutos.
- Rulos con velcro: se adhieren al cabello sin necesidad de utilizar pinzas o tenacillas. Su manejo es sencillo pero se recomienda no abusar de su uso pues pueden dañar el pelo.
- Rulos de esponja: son utilizados para crear ondas en el cabello.

## Uso
Con excepción de los rulos calientes, los rulos se aplican cuando el cabello todavía está húmedo tras su lavado. Se toman mechones que se enrollan alrededor del cilindro y se sujetan por medio de pinzas de peluquería. Una vez se han situado las piezas en las zonas de la cabeza que se quieren rizar, se seca el cabello utilizando secador de mano o un secador fijo. Cuando el cabello está seco, se desprenden consiguiendo así un peinado ondulado o rizado.
Para colocar los rulos hay que dividir el pelo en secciones. Cada uno de los mechones tiene que tener una anchura equivalente a la del cilindro o ligeramente inferior. El cabello se peina hacia arriba y se enrolla al rulo desde la punta hasta la raíz del cabello. Para conseguir una fijación total, es necesario esperar a que se seque el pelo completamente. Entonces se retiran los rulos con cuidado evitando despeinarse. En caso de querer suavizar el rizo, se debe hacer uso de un cepillo para ondular el cabello. Finalmente, se pueden aplicar diferentes productos fijadores o de brillo sobre el cabello.